# Arecibo, Puerto Rico
Arecibo este un oraș și o municipalitate din Puerto Rico. În 2010, avea o populație totală de 96440 de locuitori.
Se află la nord de Utuado și  Ciales; la est de Hatillo; și la vest de Barceloneta șo Florida. Se află la 50 mile (80 km) vest de San Juan, capitala statului asociat Puerto Rico.
Aici se află Observatorul Arecibo care până în iulie 2016 era cel mai mare radio telescop din lume.

## Vezi și
- Mesajul Arecibo